# تشارلز أ. هوبو
تشارلز أوين «سكورتش» هوبو (بالإنجليزية: Charles Owen "Scorch" Hobaugh)‏ (ولد في 5 نوفمبر 1961 في بار هاربور، مين، الولايات المتحدة) رائد فضاء في ناسا وضابط متقاعد من قوات مشاة بحرية الولايات المتحدة. كانت لديه ثلاث رحلات فضائية كانت جميعها بعثات مكوك الفضاء إلى محطة الفضاء الدولية التي استغرقت ما بين 10 و13 يوم.
تم اختيار هوبو ليكون رائد فضاء في عام 1996 وكانت أول رحلة فضائية له على إس تي إس-104 الذي تم تعيينه طيارا من مكوك الفضاء أتلانتيس. جرت تلك البعثة في يوليو 2001 أي بعد أقل من عام من تسلم المحطة الفضائية أول طاقم لها منذ فترة طويلة. كانت آخر رحلة له في نوفمبر 2009 إس تي إس-129 على أتلانتيس مرة أخرى. هذه المرة تم تعيينه قائدا. في المجموع سجل ستة وثلاثين يوم وسبع ساعات وسبعة وأربعين دقيقة في الفضاء.
تم تعيينه في سرب هجوم البحرية 331 وعمل في فيلق محطة إيواكوني الجوية البحرية باليابان وحلق في بعثات قتالية في الخليج العربي خلال عملية عاصفة الصحراء من على متن سفينة يو إس إس ناسو.